# رفد النايكي (السدة)

تعديل مصدري - تعديل

رفد النايكي محلة تابعة لقرية جردد، التابعة لعزلة بني الحارث بمديرية السدة إحدى مديريات محافظة إب في الجمهورية اليمنية.، بلغ تعداد سكانها 24 حسب تعداد اليمن لعام 2004.